# ديفيد إم. هاربر
ديفيد إم. هاربر (بالإنجليزية: David M. Harper)‏ هو مهندس معماري أمريكي، ولد في 9 فبراير 1953.

## وصلات خارجية
- الموقع الرسمي